# アクサ・アシスタンス・ジャパン
アクサ・アシスタンス・ジャパン株式会社は、東京都港区に本社を置く、世界最大級の保険・資産運用グループであるアクサグループグループの一社である。365日・24時間、日本語でメディカル及びセキュリティアシスタンスを提供。

## 沿革
1989年にインターパートナー・アシスタンス・ジャパンとしてベンチャー事業をスタートし、以来25年以上、東京を拠点として自動車・医療・旅行・住宅分野のアシスタンスサービスを提供している。
2009年には、アクサ・アシスタンス・ジャパンを設立し、メディカル、セキュリティ、ホーム、ライフスタイルなどの分野でアシスタンス事業を開始した。
2016年より日本国内の企業向けにストレスチェックシステムの提供を開始した。

## 概要
主な業務として、海外渡航中に発生した医療（メディカル）またはリスク（セキュリティ）事案に対してアシスタンスを提供している。
世界中33ヵ国に拠点を配し、200ヵ国以上でアシスタンスサービスを提供。年間取扱事案数は940万件以上（2015年5月時点）になり、東京とシカゴにあるコールセンターを通じて24時間・365日、日本語で対応が可能。
メディカルアシスタンスの一例：
- 渡航先医療情報の提供
- 医療機関の予約
- 医療モニタリング
- 電話による健康相談
- 緊急医療搬送
- 遺体搬送、現地埋葬

セキュリティアシスタンスの一例：
- 渡航先リスク情報の提供
- 電話によるリスク管理相談
- セキュリティプロバイダーの手配
- 国内外の緊急避難の手配
- セキュリティコンサルティング
- 緊急避難計画のマニュアル作成
- 各種トレーニングの実施

## 関連会社
- アクサ・エス・アー（フランスの親会社）
  - アクサ・ホールディングス・ジャパン株式会社（2019年4月1日に設立された日本における保険事業を統括する持株会社）
    - アクサ生命保険株式会社
    - アクサ損害保険株式会社（アクサダイレクト）
    - アクサダイレクト生命保険株式会社（2010年5月12日にSBIアクサ生命保険からネクスティア生命保険へ商号変更、2013年5月14日にネクスティア生命保険から現社名へ商号変更）
    - アクサ収納サービス株式会社

  - アクサ・インベストメント・マネージャーズ株式会社
  - アライアンス・バーンスタイン株式会社
  - アクサ・リアル・エステート・インベストメント・マネージャーズ株式会社